# Patrick McGinley (Schriftsteller, 1977)
Patrick McGinley (* 1977 in Brüssel) ist ein Filmemacher und Autor.
Patrick McGinley ist in München aufgewachsen. Er studierte Film in New York. Während er in Deutschland als Filmemacher arbeitete, schrieb er seinen ersten Roman, Das Bootshaus. Seit 2009 hat er mehrere Jugendbücher veröffentlicht. 2019 schrieb er als Koautor die Mexikanische Erfolgsserie El juego de las llaves. Er wohnt in Irland.

## Werke
- Das Sirius-Signal: Spannende und actionreiche Science Fiction für Kinder ab 12 Jahren.
- Das Zeitportal und Das Zeitportal #2 - Entführt in die Vergangenheit: Ein spannendes und intelligentes Zeitreiseabenteuer, das die Frage stellt, wie unsere Handlungen die Zukunft verändern können, und was uns wirklich wichtig ist. Für Mädchen und Jungen ab 10 Jahren.
- Codename X: Wem kannst du trauen?.
- House of Fear-Reihe
- Das Bootshaus